# Viktoria Georgieva
Viktoria Georgieva (født 22. september 1997) er en bulgarsk sanger, der skulle have repræsenteret Bulgarien ved Eurovision Song Contest 2020 i Rotterdam. Eurovision Song Contest 2020 blev imidlertid aflyst på grund af COVID-19-pandemien. I stedet er hun internt udvalgt af bulgarsk TV til at repræsentere landet ved Eurovision Song Contest 2021 med en endnu ikke offentliggjort sang.

## Diskografie
Singles
- 2016: Nischto slutschajno (Нищо случайно)
- 2016: Nesawarschen roman (Незавършен роман)
- 2017: Tschast ot men (Част от мен)
- 2018: Stranni wremena (Странни времена)
- 2019: I Wanna Know
- 2020: Tears Getting Sober
- 2020: Alright
- 2020: Ugly Cry
- 2021: Imaginary Friend
- 2021: Dive Into Unknown
- 2021: The Funeral Song
- 2021: Phantom Pain
- 2021: Growing Up Is Getting Old